# Lou Montulli
Louis J. Montulli II (más conocido como Lou Montulli) es un programador reconocido por su trabajo en la creación de navegadores web. En 1991 y 1992 desarrolló un navegador web en modo texto llamado Lynx junto con Michael Grobe y Charles Rezac mientras estaba en la Universidad de Kansas. Este navegador web fue uno de los primeros disponibles y se sigue usando todavía hoy.

## Carrera
En 1994 fue uno de los ingenieros fundadores de Netscape Communications y programó el código de redes para las primeras versiones del navegador web de Netscape. También fue el responsable de varias innovaciones en los navegadores, tales como las cookies, la etiqueta parpadeante (<blink>), la Tecnología Push y el client pull, el servidor proxy, HTTP sobre SSL, e impulsó la implementación de los GIF animados en los navegadores. Mientras trabajaba en Netscape, fue también uno de los fundadores del grupo de trabajo de HTML en el W3C y uno de los autores que contribuyeron a la especificación de HTML 3.2. Es uno de los únicos cinco (o seis) miembros del Salón de la fama de la World Wide Web anunciado en la Primera conferencia internacional de la World Wide Web en 1994.
En 1998 participó en la fundación de Epinions.com que se convirtió luego en Shopping.com .
En 2002, fue considerado por la Technology Review del MIT TR100 como uno de los 100 innovadores más importantes en el mundo menores de 35 años.
En 2004 cofundó y se convirtió en director ejecutivo de Memory Matrix, adquirida por Shutterfly Inc.  en mayo de 2005. Montulli fue el vicepresidente de ingeniería de clientes de Shutterfly en el verano de 2007.
En 2008 se convirtió en cofundador de Zetta. Inc.

## Proyectos actuales
Mientras trabajaba en el navegador Netscape, Lou construyó el Fishcam (cámara web-pecera), uno de los primeros sitios web de imagen en directo, perfectamente integrado en las primeras versiones del navegador Netscape como Huevo de Pascua Fishcam. La compañía Netscape continuó alojándola hasta mucho después de dejar de ser Netscape. Después de una breve interrupción, en el 2009 encontró un nuevo anfitrión; y es todavía uno de los sitios web que más tiempo lleva funcionando.